# Naturschutzgebiet Lütteckenstein / Halberg
Das Naturschutzgebiet Lütteckenstein / Halberg mit einer Größe von 17,7 ha liegt südwestlich von Velmede im Gemeindegebiet von Bestwig. Das Gebiet wurde 2008 mit dem Landschaftsplan Bestwig durch den Hochsauerlandkreis als Naturschutzgebiet (NSG) ausgewiesen. Das NSG besteht aus zwei Teilflächen.

## Gebietsbeschreibung
Beim NSG handelt es sich um ein Waldgebiet mit teils höheren Diabasfelsen. Der Wald besteht meist aus Rotbuchen und Rotfichten.

## Schutzzweck
Das NSG soll das Waldgebiet mit seinem Arteninventar schützen.
Wie bei allen Naturschutzgebieten in Deutschland wurde in der Schutzausweisung darauf hingewiesen, dass das Gebiet „wegen der Seltenheit, besonderen Eigenart und Schönheit des Gebietes“ zum Naturschutzgebiet wurde.